# Acanthopsoides hapalias
Acanthopsoides hapalias är en fiskart som beskrevs av Siebert, 1991. Acanthopsoides hapalias ingår i släktet Acanthopsoides och familjen nissögefiskar. Inga underarter finns listade i Catalogue of Life.